# Сино-Тибетски планини
Сино-Тибетските планини (Съчуански Алпи, Хуандуанинан) (на китайски: 横断山脉; на пинин: Héngduàn Shānmài) е мощна планинска система в Югозападен Китай, разположена в източната част на Тибетския автономен регион, югоизточната част на провинция Цинхай, западната част на провинция Съчуан и северозападната част на провинция Юннан. На запад се свързва с Тибетската планинска земя, на север – с крайните югоизточни части на планинската система на Кунлун, на североизток – с планината Цинлин, на юг – Юннанската планинска земя, а на изток стръмно се спуска към Съчуанската котловина. Дължина от север на юг – около 750 km, ширина – до 400 km. Надморската височина постепенно се понижава от 5000 – 6500 m на запад до 1000 – 1200 m на изток. С максимална височина е връх Гунгашан, издигащ се в южната ѝ част на 7590 m.

## Релеф, геоложки строеж, полезни изкопаеми
Сино-Тибетските планини се състоят от редица простиращи се предимно по меридиана хребети, разделени от тесните и дълбоки долини на реките Салуин, Меконг и Яндзъ в техните горни течения, като дълбочината на врязването им на места достига до 3000 m. Склоновете на хребетите са изключително стръмни, с резки и скалисти вододелни гребени. Планините се явяват част от древна платформа, активизирана от мезозойските нагъвателни движения и разчленена от разломи на редица издигнати и спуснати блокове. Издигнатите блокове са изградени от архайски и протерозойски гнайси, кристалинни шисти и пясъчници, а в спуснатите блокове се е съхранил дислоцираният чехъл на платформата, изграден от палеозойски варовици, шисти и пясъчници. Периферните части на Сино-Тибетските планини, спускащи се към Съчуанската котловина, са изградени от пермски базалти и мезозойски седиментни пластове. Целият район е силно сеизмична зона. Разработват се находища на желязна и медна руда и злато.

## Климат
С повишаването на височината произтича бърза смяна на субтропичния климат по западната периферия на Съчуанската котловина с рязко континенталния климат на Тибетската планинска земя. В подножията на планините годишната сума на валежите достига до 1200 mm, като техният максимум е през лятото. По наветрените склонове годишната сума на валежите достига 2000 mm и повече, а към Тибетската планинска земя тяхното количество се понижава до 600 mm.

## Растителност
В горния пояс (на височина над 4000 m) са разпространени алпийски пасища и степи. На височина 2000 – 4000 m преобладават иглолистните (предимно елови и по-малко смърчови) гори с участието на тсуга. Под 2000 m (понякога под 2500 m) растат смесени гори с участието на псевдотсуга, литокарпус, кастанопсис, топола, бреза. В откритите на юг долини се среща тис. Тези гори още по-надолу преминават във вечнозелени субтропични гори, съставени от лавър, магнолия, индийски бор и др., с голямо количество ендемични видове.